# Barbara Karuth-Zelle
Barbara Karuth-Zelle (* 20. Oktober 1968 in München) ist eine deutsche Managerin. Sie ist Vorstandsmitglied und Chief Operating Officer (COO) der Allianz SE, Bereich Operations and IT.

## Ausbildung und beruflicher Werdegang
Barbara Karuth-Zelle studierte Volkswirtschaftslehre an der Universität der Bundeswehr in München und Betriebswirtschaftslehre an der Ludwig-Maximilian-Universität in München. Sie promovierte in Volkswirtschaftslehre mit dem Schwerpunkt Gesundheitsökonomie. In den Jahren 1993 bis 1998 war sie Beraterin im Münchner Institut für Gesundheitsökonomik.  1998 und 1999 arbeitete sie als Assistentin des medizinischen Vorstands des KfH Kuratorium für Dialyse und Nierentransplantation e.V., einer non-profit-Dialyse-Organisation in Frankfurt am Main. Im Jahr 2000 wechselte sie nach München zur Allianz und durchlief dort innerhalb der folgenden 20 Jahre viele verschiedene Aufgabenbereiche: Sie war von 2001 bis 2007 Leiterin der Claims and Health Care Management in der Allianz Private Krankenversicherungs-AG und wurde 2008 Leiterin des Büros des COO (Chief Operating Officer) in der Allianz SE. Von 2012 bis 2015 war sie Mitglied des Vorstands der Allianz Technology SE, seit 2016 ist sie dort als CEO tätig. Karuth-Zelle wurde am 1. Januar 2021 auch in den Vorstand der Allianz SE berufen, nachdem sie zehn Jahre lang Prokuristin des Konzerns war. Sie ist zuständig für den IT-Bereich mit 13.000 Mitarbeitern, davon 4000 Softwareentwicklern. Karuth-Zelle übernahm die Stelle von Christof Mascher, der zum 31. Dezember 2020 in den Ruhestand ging. Barbara Karuth-Zelle hat zwei Kinder.

## Mitgliedschaften
- Konzernmandat bei der Allianz Partners S.A.S.
- Konzernmandat bei der Euler Hermes AG
- Mitglied des Stiftungsrates Bayerische Elite-Akademie